# Список творчих робіт Алена Делона
|  | Службовий список статей, створений для координації робіт з розвитку теми. Це попередження не встановлюється на інформаційні списки і глосарії. |

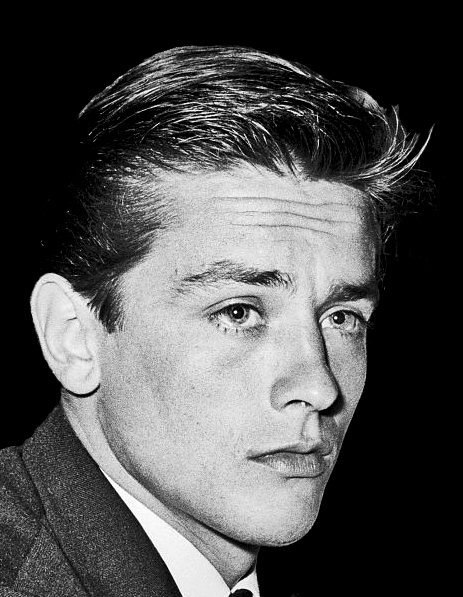
Ален Делон у 1961 році

Це список творчих робіт французького актора Алена Делона.

## Фільмографія

### Художні фільми
| Актор кіно | Актор кіно                      | Актор кіно                            | Актор кіно                      |
| 1957—1965  | 1957—1965                       | 1957—1965                             | 1957—1965                       |
| Рік        | Назва українською               | Назва мовою оригіналу                 | Роль                            |
| ---------- | ------------------------------- | ------------------------------------- | ------------------------------- |
| 1957       | Коли втягується жінка           | Quand la femme s’en mêle              | Жо                              |
| 1958       | Будь красивою та помовчуй       | Sois belle et tais-toi                | Лулу                            |
| 1958       | Крістіна                        | Christine                             | Франц Лобеньє                   |
| 1959       | Слабкі жінки                    | Faibles Femmes                        | Жульєн Феналь                   |
| 1959       | Дорога школярів                 | Le Chemin des écoliers                | Антуан Мішо                     |
| 1960       | На яскравому сонці              | Plein Soleil                          | Том Ріплі / Філіпп Грінліф      |
| 1960       | Рокко та його брати             | Rocco e i suoi fratelli               | Рокко Паронді                   |
| 1961       | Як радісно жити                 | Che gioia vivere                      | Улісс Чекконато                 |
| 1961       | Знамениті любовні історії       | Amours célèbres                       | Принц Альберт / Герцог Альберт  |
| 1962       | Затемнення                      | L’Eclisse                             | Пьєро                           |
| 1962       | Диявол і десять заповідей       | Le Diable et les dix commandements    | П'єр                            |
| 1962       | Руда                            | Die Rote                              | пасажир у Венеції               |
| 1962       | Леопард                         | Il Gattopardo                         | Танкреді                        |
| 1962       | Пес                             | Le chien                              | Луї                             |
| 1962       | Марко Поло — незакінчений фільм |                                       |                                 |
| 1963       | Мелодія з підвалу               | Mélodie en sous-sol                   | Франсіс                         |
| 1963       | Ланцюгова реакція               | Carambolages                          | Ламбер                          |
| 1964       | Чорний тюльпан                  | La Tulipe noire                       | Жульєн де Сан-Пре / Гійом       |
| 1964       | Хижаки                          | Le Félins                             | Марк                            |
| 1964       | Нескорений                      | L’Insoumis                            | Томас                           |
| 1964       | Жовтий Ролс-Ройс                | La Rolls-Royce jaune                  | Стефано                         |
| 1964       | Кохання на морі                 | L' Amour à la mer                     | —                               |
| 1965       | Народжений злодієм              | Les tueurs de San Francisco           | Едді Педак                      |
| 1966—1975  |                                 |                                       |                                 |
| 1966       | Пропавший отряд                 | Les Centurions                        | Філліп Есклав'є                 |
| 1966       | Чи горить Париж?                | Paris brûle-t-il?                     | Жак Шабан-Дельмас               |
| 1967       | Техас за рекой                  | Texas, nous voilà                     | Дон Андре Бальтазар / Балді     |
| 1967       | Шукачі пригод                   | Les Aventuriers                       | Маню Бореллі                    |
| 1967       | Три кроки в маячні              | Histoires extraordinaires             | Вільям Вілсон                   |
| 1967       | Самурай                         | Le Samouraï                           | Джефф Кастелло                  |
| 1967       | Диявольски Ваш                  | Diaboliquement vôtre                  | П'єр Лагранж / Жорж Кампо       |
| 1967       | Мотоциклістка                   | La Motocyclette                       | Даниэль                         |
| 1968       | Прощавай, друже                 | Adieu l’ami                           | Дино Барран                     |
| 1969       | Джеф                            | Jeff                                  | Лоран                           |
| 1969       | Басейн                          | La Piscine                            | Жан-Поль                        |
| 1969       | Сицилійський клан               | Le Clan des Siciliens                 | Роже Сарте                      |
| 1969       | Борсаліно                       | Borsalino                             | Рок Сіффреді                    |
| 1970       | Червоне коло                    | Le Cercle rouge                       | Коре                            |
| 1970       | Мадлі                           | Madly                                 | Жульєн Дандьє                   |
| 1970       | Повернення набридливої комашки  | Fantasia chez les ploucs              | вождь                           |
| 1971       | Тихіше, баси                    | Doucement les basses                  | Сімон Медью                     |
| 1971       | Червоне сонце                   | Soleil rouge                          | Гош                             |
| 1971       | Вдова Кудер                     | La Veuve Couderc                      | Жан Лавінь                      |
| 1971       | Жив-був поліцейський            | Il était une fois un flic             | Чоловік, який шукав Родрігеса   |
| 1972       | Поліцейський                    | Un flic                               | Едуар Кольман                   |
| 1972       | Перша ніч спокою                | La prima notte di quiete              | Даніель Домінічі                |
| 1972       | Вбивство Троцького              | L’Assassinat de Trotsky               | Френк Джексон                   |
| 1972       | Лікування шоком                 | Traitement de choc                    | Девілер                         |
| 1973       | Згорівші ферми (Підозра)        | Les Granges brûlées                   | П'єр                            |
| 1973       | Крупний калібр                  | Les Grands fusils                     | Тоні Аржента                    |
| 1973       | Двоє в місті                    | Deux Hommes dans la ville             | Джино Страбліджи                |
| 1973       | Панівна раса                    | La Race des Seigneurs                 | Жульєн Дандьє                   |
| 1973       | Скорпіон                        | Scorpio                               | Жан Лор'є                       |
| 1974       | Борсаліно і компанія            | Borsalino & Co                        | Рок Сиффреді                    |
| 1974       | Крижані груди                   | Les Seins de glace                    | Марк Рільсон                    |
| 1974       | Зорро                           | Zorro                                 | Дон Дієго / Зорро               |
| 1975       | Поліцейська історія             | Flic Story                            | Роже Борніш                     |
| 1975       | Циган                           | Le Gitan                              | Х'юго Сеннар, циган             |
| 1976—1985  |                                 |                                       |                                 |
| 1976       | Мосьє Кляйн                     | Monsieur Klein                        | Мосьє Кляйн                     |
| 1976       | Повернення бумеранга            | Comme un boomerang                    | Жак Баткен                      |
| 1976       | Армагедон                       | Armaguedon                            | Мішель Амброз                   |
| 1977       | Людина, що поспішає             | L’Homme pressé                        | П'єр Ніокс                      |
| 1977       | Смерть негідника                | Mort d’un pourri                      | Ксав'є Марешаль                 |
| 1977       | Банда                           | Le Gang                               | Роберт                          |
| 1977       | Обережно, дивляться діти!       | Attention, les enfants regardent      | чоловік                         |
| 1979       | Аеропорт-79: «Конкорд»          | Airport 79 Concorde                   | Капітан Пол Метран              |
| 1979       | Військовий лікар                | Le Toubib                             | Жан — Марі Деспрі               |
| 1979       | Тегеран-43                      | Téhéran 43, nid d’espions             | інспектор Фоше                  |
| 1980       | Трьох потрібно прибрати         | Trois Hommes à abattre                | Мішель Жерфо                    |
| 1981       | За шкуру поліцейського          | Pour la peau d’un flic                | Інспектор Шука                  |
| 1982       | Шок                             | Le Choc                               | Мартін Тер'є / Крістіан         |
| 1983       | Невгамовний                     | Le Battant                            | Жак Дарне                       |
| 1983       | Кохання Свана                   | Un amour de Swann                     | Барон де Шарлю                  |
| 1984       | Наша исторія                    | Notre histoire                        | Робер Авранше                   |
| 1985       | Слово поліцейського             | Parole de flic                        | Даніель Прат                    |
| 1986—2012  |                                 |                                       |                                 |
| 1986       | Переход                         | Le Passage                            | Жан Дьяз                        |
| 1988       | Не будите спящего полицейского  | Ne réveillez pas un flic qui dort     | Эжен Грендель                   |
| 1989       | Нова хвиля                      | Nouvelle Vague                        | Роджер Леннокс / Річард Леннокс |
| 1990       | Машина, що танцює               | Dancing Machine                       | Ален Вольф                      |
| 1991       | Повернення Казанови             | Le Retour de Casanova                 | Джакомо Казанова                |
| 1992       | Злочин                          | Un crime                              | Шарль Дюнан                     |
| 1992       | Плюшевий ведмедик               | L’Ours en peluche                     | Жан Рів'єр                      |
| 1994       | Сто та одна ніч Симона Сінема   | Les Cent et une nuits de Simon Cinéma | камео                           |
| 1996       | День і ніч                      | Le Jour et la nuit                    | Александр                       |
| 1998       | Один шанс на двох               | Une chance sur deux                   | Жульєн Вігналь                  |
| 2000       | Актори                          | Les Acteurs                           | камео                           |
| 2008       | Астерікс на Олімпійських іграх  | Astérix aux Jeux Olympiques           | Юлій Цезар                      |
| 2012       | З новим роком, мами!            |                                       | камео                           |

### ТВ
| Ролі у ТБ-фільмах | Ролі у ТБ-фільмах                | Ролі у ТБ-фільмах     | Ролі у ТБ-фільмах | Ролі у ТБ-фільмах |
| Рік               | Назва українською                | Назва мовою оригіналу | Роль              | Кількість серій   |
| ----------------- | -------------------------------- | --------------------- | ----------------- | ----------------- |
| 1962              | Пес                              | Le Chien              |                   |                   |
| 2001              | Комісар Монтале: Смертельні ігри | Fabio Montale         | Фабіо Монтале     | 3                 |
| 2003              | Лев                              | Le Lion               | Джон Баліт        | -                 |
| 2003-2004         | Френк Ріва                       | Frank Riva            | Френк Ріва        | 6                 |
| 2015              | Бельмондо очима Бельмондо        |                       |                   | -                 |

### Режисер кіно
| Режисер | Режисер                | Режисер                |
| Рік     | Назва українською      | Назва мовою оригіналу  |
| ------- | ---------------------- | ---------------------- |
| 1981    | За шкуру поліцейського | Pour la peau d’un flic |
| 1982    | Шок                    | Le Choc                |
| 1983    | Невгамовний            | Le Battant             |

### Продюсування проектів
| Виконавчий продюсер | Виконавчий продюсер              | Виконавчий продюсер               |
| Рік                 | Назва українською                | Назва мовою оригіналу             |
| ------------------- | -------------------------------- | --------------------------------- |
| 1991                | Повернення Казанови              | Le Retour de Casanova             |
| 1992                | Злочин                           | Un crime                          |
| Продюсер            |                                  |                                   |
| 1964                | Нескорений                       | L’Insoumis                        |
| 1969                | Джеф                             | Jeff                              |
| 1969                | Борсаліно                        | Borsalino                         |
| 1970                | Мадлі                            | Madly                             |
| 1971                | Тихіше, баси!                    | Doucement les basses              |
| 1972                | Перша ніч спокою                 | La prima notte di quiete          |
| 1973                | Двоє в місті                     | Deux Hommes dans la ville         |
| 1974                | Борсаліно і компанія             | Borsalino & Co                    |
| 1974                | Крижані груди                    | Les Seins de glace                |
| 1975                | Поліцейська історія              | Flic Story                        |
| 1975                | Циган                            | Le Gitan                          |
| 1976                | Мосьє Кляйн                      | Monsieur Klein                    |
| 1976                | Повернення бумеранга             | Comme un boomerang                |
| 1976                | Армагедон                        | Armaguedon                        |
| 1977                | Людина, що поспішає              | L’Homme pressé                    |
| 1977                | Смерть негідника                 | Mort d’un pourri                  |
| 1977                | Банда                            | Le Gang                           |
| 1977                | Обережно, дивляться діти         | Attention, les enfants regardent  |
| 1979                | Військовий лікар                 | Le Toubib                         |
| 1980                | Трьох потрібно прибрати          | Trois Hommes à abattre            |
| 1981                | За шкуру поліцейського           | Pour la peau d’un flic            |
| 1983                | Невгамовний                      | Le Battant                        |
| 1983                | Молодоженець                     | Le Jeune marié                    |
| 1984                | Наша історія                     | Notre histoire                    |
| 1985                | Слово поліцейського              | Parole de flic                    |
| 1986                | Перехід                          | Le Passage                        |
| 1988                | Не будіть сплячого поліцейського | Ne réveillez pas un flic qui dort |
| 1990                | Машина, що танцює                | Dancing Machine                   |
| 2003—2004           | Френк Ріва                       | Frank Riva                        |

| Автор сценарію | Автор сценарію                   | Автор сценарію                    |
| Рік            | Назва українською                | Назва мово. оригіналу             |
| -------------- | -------------------------------- | --------------------------------- |
| 1976           | Повернення бумеранга             | Comme un boomerang                |
| 1980           | Трьох потрібно прибрати          | Trois Hommes à abattre            |
| 1981           | За шкуру поліцейського           | Pour la peau d’un flic            |
| 1982           | Шок                              | Le Choc                           |
| 1983           | Невгамовний                      | Le Battant                        |
| 1985           | Слово поліцейського              | Parole de flic                    |
| 1986           | Перехід                          | Le Passage                        |
| 1988           | Не будіть сплячого поліцейського | Ne réveillez pas un flic qui dort |
| 1990           | Машина, що танцює                | Dancing Machine                   |
| 1992           | Злочин                           | Un crime                          |

## Театральні роботи
| Актор театру | Актор театру            | Актор театру                    |
| Рік          | Назва українською       | Назва мовою оригіналу           |
| ------------ | ----------------------- | ------------------------------- |
| 1961         | Як шкода, що вона повія | Dommage qu'elle soit une putain |
| 1968         | Виколоті очі            | Les yeux crevés                 |
| 1996 - 1998  | Загадкові варіації      | Variations énigmatiques         |
| 2004 - 2005  | Російські гірки         | Les montagnes russes            |
| 2007         | Дорогою до Медісон      | Sur la route de Madison         |
| 2008         | Любовні листи           | Love Letters                    |

| Режисер-постановник | Режисер-постановник | Режисер-постановник   |
| Рік                 | Назва українською   | Назва мовою оригіналу |
| ------------------- | ------------------- | --------------------- |
| 2008                | Любовні листи       | Love Letters          |

## Дискографія
| Виконавець пісень | Виконавець пісень                | Виконавець пісень     | Виконавець пісень | Виконавець пісень   |
| Рік               | Назва українською                | Назва мовою оригіналу | Дует              | Для фільму          |
| ----------------- | -------------------------------- | --------------------- | ----------------- | ------------------- |
| 1967              | Летиція                          | Laetitia              | —                 | Шукачі пригод       |
| 1972              | Слова, слова…                    | Paroles… Paroles…     | з Далідою         | —                   |
| 1983              | Думаю, чи зателефонувати до тебе | Thought I’d ring you  | з Ширлі Бессі     | —                   |
| 1985              | Я не знаю                        | I Don’t Know          | з Філліс Нельсон  | Слово поліцейського |
| 1987              | Наче у кіно                      | Comme au cinéma       | —                 | —                   |

## Озвучування
| Оповідач | Оповідач                                     | Оповідач                               |
| Рік      | Назва українською                            | Назва мовою оригіналу                  |
| -------- | -------------------------------------------- | -------------------------------------- |
| 1976     | Америка у кіно                               | America at the Movies                  |
| 1987     | Дорога Америка: Листи додому з В'єтнаму (ТВ) | Dear America: Letters Home від Vietnam |